# Yoshiro Hayashi
Yoshiro Hayashi (林 由郎, Hayashi Yoshirō; Abiko, 27 januari 1922 - Ibaraki, 2 januari 2012) was een professioneel golfer uit Japan. Hij draaide zich pro op de leeftijd van 16 en voortgezet met 12 naoorlogse wint. Hayashi werd beschouwd als een van de grote top vier Japanse golfspelers samen met Isao Aoki, Masashi Ozaki en Akiko Fukushima.
Hij stierf op de leeftijd van 89 op 2 januari 2012.